# Todd Morse
Todd Morse (New York, 21 gennaio 1968) è un chitarrista, bassista e cantante statunitense, attualmente membro del gruppo punk The Offspring.

## Biografia
Morse ha iniziato la sua attività negli anni ottanta con il gruppo Outcrowd. Nel 1994 si è unito agli H2O dopo che suo fratello Toby Morse gliel'ha chiesto, abbandonandoli poi nel 2015.
È stato anche nel gruppo dei The Operation M.D. con il nickname di Dr. Rocco ed anche nella band Juliette and the Licks dal 2003 al 2008.
Dal 15 maggio 2009 partecipa con gli Offspring allo Shit Is Fucked Up Tour, per poi diventare terza chitarra fissa. Dal 2019 diventa il nuovo bassista della band, al posto di Greg K.

## Discografia
Con i Juliette and the Licks
- 2005 - You're Speaking My Language
- 2006 - Four on the Floor

EP
- 2004 - ...Like a Bolt of Lighting

Singoli
- 2005 - You're Speaking My Language
- 2005 - Got Love to Kill
- 2006 - Hot Kiss
- 2006 - Sticky Honey
- 2007 - Purgatory Blues

Con gli H2O
- 1996 - H2O
- 1997 - Thicker Than Water
- 1999 - F.T.T.W.
- 2001 - Go
- 2008 - Nothing to Prove

EP
- 2000 - This Is The East Coast...! Not LA !(split con i Dropkick Murphys)
- 2002 - All We Want

 Con i The Operation M.D. 
- 2007 - We Have an Emergency - (Aquarius Records, Big Mouth Records)

Con gli Offspring
- 2012 - Days Go By
- 2021 - Let the Bad Times Roll
- 2024 - Supercharged